# Жаланашколь (озеро)
Жаланашколь (каз. Жалаңашкөл — «голе озеро») — озеро в Урджарському районі Східноказахстанської області Казахстану, на території Алакольської улоговини. Розташовується в північній частині Джунгарської брами і входить до Алакольської озерної системи. Бальнеологічний курорт.
В околицях озера 13 серпня 1969 року стався бій між радянськими і китайськими прикордонниками.
Поряд з озером знаходяться однойменний населений пункт і залізнична станція.

## Дивись також
Прикордонний конфлікт біля озера Жаланашколь.  